# 광합성 반응중심

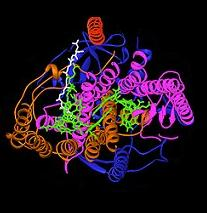
세균의 광합성 반응중심

광합성 반응중심(光合成 反應中心, 영어: photosynthetic reaction center)은 광합성의 1차 에너지 전환 반응을 수행하는 여러 단백질, 색소 및 기타 보조 인자들의 복합체이다. 햇빛에 의해 직접적으로 여기되거나 광수집 안테나 시스템을 통해 여기된 에너지는 일련의 단백질 결합 보조 인자의 경로를 따라 전자전달 반응을 일으킨다. 이러한 보조 인자는 엽록소, 페오피틴, 퀴논과 같은 빛을 흡수하는 분자(발색단 또는 색소)들이다. 광자의 에너지는 색소의 전자를 들뜨게 하는 데 사용된다. 생성된 자유 에너지는 점차적으로 더 높은 산화환원전위를 갖는 근처의 전자 수용체 사슬을 환원시키는 데 사용된다. 이러한 전자전달 단계는 일련의 에너지 전환 반응의 초기 단계이며, 궁극적으로 광자의 에너지를 화학 결합 형태의 화학 에너지로 저장한다.

## 같이 보기
- 광수집 복합체
- 광합성
- 광계
- 피코빌리솜
- 광합성 반응중심 단백질 패밀리